# Código de Deontologia dos Advogados da União Europeia
O Código de Deontologia dos Advogados da União Europeia é um documento internacional, de âmbito da União Europeia, aplicáveis ao serviços dos advogados visando adequadas regras de garantir, através da sua espontânea observância, o exercício correcto de uma função que é reconhecida como indispensável em todas as sociedades civilizadas e o incumprimento dessas regras pelo advogado é susceptível de ser objecto de sanções disciplinares.

## História
A Declaração de Perugia, adoptada pelo CCBE, o Conselho das Ordens Europeias, em 1977, estabeleceu os princípios fundamentais da deontologia profissional aplicáveis aos advogados na Comunidade e o Código de Deontologia dos Advogados da União Europeia foi originalmente adoptado na Sessão Plenária do Conseil des Barreaux européens (CCBE), de 28 de Outubro de 1988, e subsequentemente alterado nas Sessões Plenárias do CCBE pelos representantes das 18 delegações que então compunham a União Europeia, na sessão plenária do CCBE, realizada em Lyon, na França, no dia 28 de novembro de 1998 e pelas reformulações de 6 de dezembro de 2002 e de 19 de maio de 2006.